# Antiochos XII.

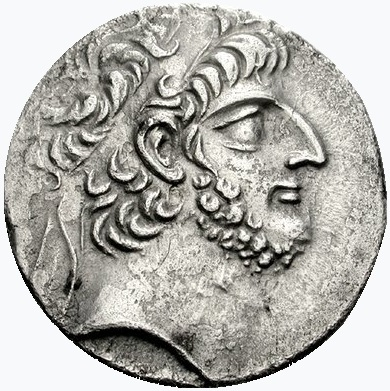
Münzbild Antiochos’ XII.

Antiochos XII. Dionysos Epiphanes Philopator Kallinikos (altgriechisch Ἀντίοχος Διόνυσος Ἐπιφανής Φιλοπάτωρ Καλλίνικος Antíochos Diónysos Epiphanḗs Philopátōr Kallínikos; * ca. 115 v. Chr.; † um 82 v. Chr.) war von 87 v. Chr. bis zu seinem Tod König des Seleukidenreiches.
Antiochos XII. war der fünfte und jüngste Sohn von Antiochos VIII. Grypos und Tryphaina, der erste Gattin seines Vaters. Als nach der Gefangennahme seines älteren Bruders, Demetrios III. Eukairos, durch den parthischen König Mithridates II. sein anderer Bruder, Philipp I. Philadelphos, Antiochia eingenommen hatte, erhob sich Antiochos XII. als Prätendent gegen ihn, zog nach Damaskus und krönte sich dort zum König. Diese Usurpation fand spätestens 87/86 v. Chr. statt, da die Münzanstalt von Damaskus in diesem Jahr und im Folgejahr Münzen in seinem Namen prägte. Es wurden auch einige andere von ihm stammende, undatierte Münztypen entdeckt.
Während Antiochos XII. einen ersten Feldzug gegen die Nabatäer unternahm, rückte Philipp I. vor Damaskus und gewann die Stadt vorübergehend durch den Verrat des Kommandanten Milesios, wurde aber bald darauf wieder von diesem ausgeschlossen. Als Antiochos XII. von diesen Vorgängen erfuhr, unterbrach er seinen Kampf gegen die Nabatäer und kehrte nach Damaskus zurück. Da er dort alles in Ordnung fand, zog er mit 8000 Fußsoldaten und 800 Reitern wiederum gegen die Nabatäer. Als er sich unterwegs jüdischem Territorium näherte, befürchtete König Alexander Iannaios einen Angriff und ließ massive Verteidigungsanlagen errichten. Antiochos XII. steckte aber diese Befestigungswerke in Brand, bahnte sich so seinen Weg und rückte weiter nach Arabien vor. Nach einem anfänglichen Zurückweichen der Nabatäer bei seinem Anmarsch griffen sie ihn plötzlich mit 10.000 Reitern an. In dem sich nun entspinnenden Kampf kam er um 82 v. Chr. nahe dem Toten Meer ums Leben.